# Dreams: The Ultimate Corrs Collection
Dreams: The Ultimate Corrs Collection es el segundo álbum recopilatorio de la banda irlandesa The Corrs (2006). 
El álbum fue editado poco antes del primer disco en solitario de Andrea Corr, vocalista principal del grupo (en España en 2007 bajo el nombre "Dreams: La colección definitiva"). El trabajo se compone de 20 temas, de los cuales tan sólo 2 nunca han sido editados en un disco de The Corrs, más el remix de Goodbye, que es el primer sencillo del recopilatorio. Incluye colaboraciones con Bono (de U2), Ron Wood (ex de The Rolling Stones), Laurent Voulzy y The Chieftains.
En España fue editado el 13 de febrero y se suprimieron algunos temas de la edición internacional para incluir Una noche y The Hardest Day (ambas con Alejandro Sanz) y un DVD con tres conciertos en directo desde España. En su primera semana alcanzó el #14 en la lista oficial de ventas, y en la segunda subió al puesto #6, y posteriormente al #5. Sin embargo las ventas mundiales sólo rondaron las 700,000 copias debido a la proximidad de su anterior recopilatorio (Best Of The Corrs) publicado en 2001.

## Listado de temas
1. Goodbye (remix) -Single-
2. Forgiven not forgotten
3. Dreams (remix)
4. Radio (Unplugged)
5. When the stars go blue (con Bono) -Single- (#1 España)
6. Only when I sleep
7. Breathless
8. So young (remix)
9. Runaway (remix)
10. Summer sunshine
11. What can I do? (remix)
12. All I have to do is dream (con Laurent Voulzy)
13. No frontiers (Unplugged) -Sharon y Caroline Corr-
14. Angel
15. Old Town
16. Ruby Tuesday (con Roon Wood)
17. Haste to the weeding (instrumental)
18. I know my love (con The Chieftains)
19. Brid og ni mhaille
20. Toss the feathers (instrumental)

- Datos: Q60826